# Saint-Hippolyte-du-Fort
Saint-Hippolyte-du-Fort – miejscowość i gmina we Francji, w regionie Oksytania, w departamencie Gard.
Według danych na rok 1990 gminę zamieszkiwało 3515 osób, a gęstość zaludnienia wynosiła 120 osób/km² (wśród 1545 gmin Langwedocji-Roussillon Saint-Hippolyte-du-Fort plasuje się na 101. miejscu pod względem liczby ludności, natomiast pod względem powierzchni na miejscu 204.).